# Saison 24 de Dancing with the Stars
Vous pouvez aider à l'améliorer ou bien discuter des problèmes sur sa page de discussion.
- Il n'est pas vérifiable et peut contenir des informations totalement erronées. Il est fortement conseillé aux contributeurs d'étayer son contenu par des sources fiables. Sans cela, sa suppression pourrait être envisagée. (si vous venez d'apposer le bandeau, veuillez cliquer sur ce lien pour créer la discussion et en afficher les indications). (Marqué depuis avril 2025)
- Il peut contenir un travail inédit ou des déclarations non vérifiées. Vous pouvez l’améliorer en ajoutant des références. (Marqué depuis avril 2025)

- Archive Wikiwix
- Bing
- Cairn
- DuckDuckGo
- E. Universalis
- Gallica
- Google
- G. Books
- G. News
- G. Scholar
- Persée
- Qwant
- (zh) Baidu
- (ru) Yandex
- (wd) trouver des œuvres sur Wikidata

Vous pouvez aider à l'améliorer ou bien discuter des problèmes sur sa page de discussion.
- Son admissibilité est à vérifier. Motif : manque de sources et de contenu notable, qui peut être éventuellement transféré dans l'article principal. Vous êtes invité à le compléter pour expliciter son admissibilité, en y apportant des sources secondaires de qualité. (Marqué depuis août 2025)
- Il ne cite pas suffisamment ses sources. Vous pouvez indiquer les passages à sourcer avec {{référence nécessaire}} ou {{Référence souhaitée}}, et inclure les références utiles en les liant aux notes de bas de page. (Marqué depuis août 2016)
- Certaines de ses couleurs nuisent à son accessibilité et ne respectent pas la charte graphique. Les couleurs ne sont pas interdites, mais il est conseillé d'en faire un usage modéré qui respecte les normes d'accessibilité. (Marqué depuis avril 2025)
- Son texte doit être wikifié : il ne correspond pas à la mise en forme Wikipédia (style, typographie, liens internes, liens entre les wikis, etc.). (Marqué depuis avril 2025)

- Archive Wikiwix
- Bing
- Cairn
- DuckDuckGo
- E. Universalis
- Gallica
- Google
- G. Books
- G. News
- G. Scholar
- Persée
- Qwant
- (zh) Baidu
- (ru) Yandex
- (wd) trouver des œuvres sur Wikidata

La vingt-quatrième saison de Dancing with the Stars, émission américaine de téléréalité musicale, commencera le 20 mars 2017 sur le réseau ABC.

## Couples

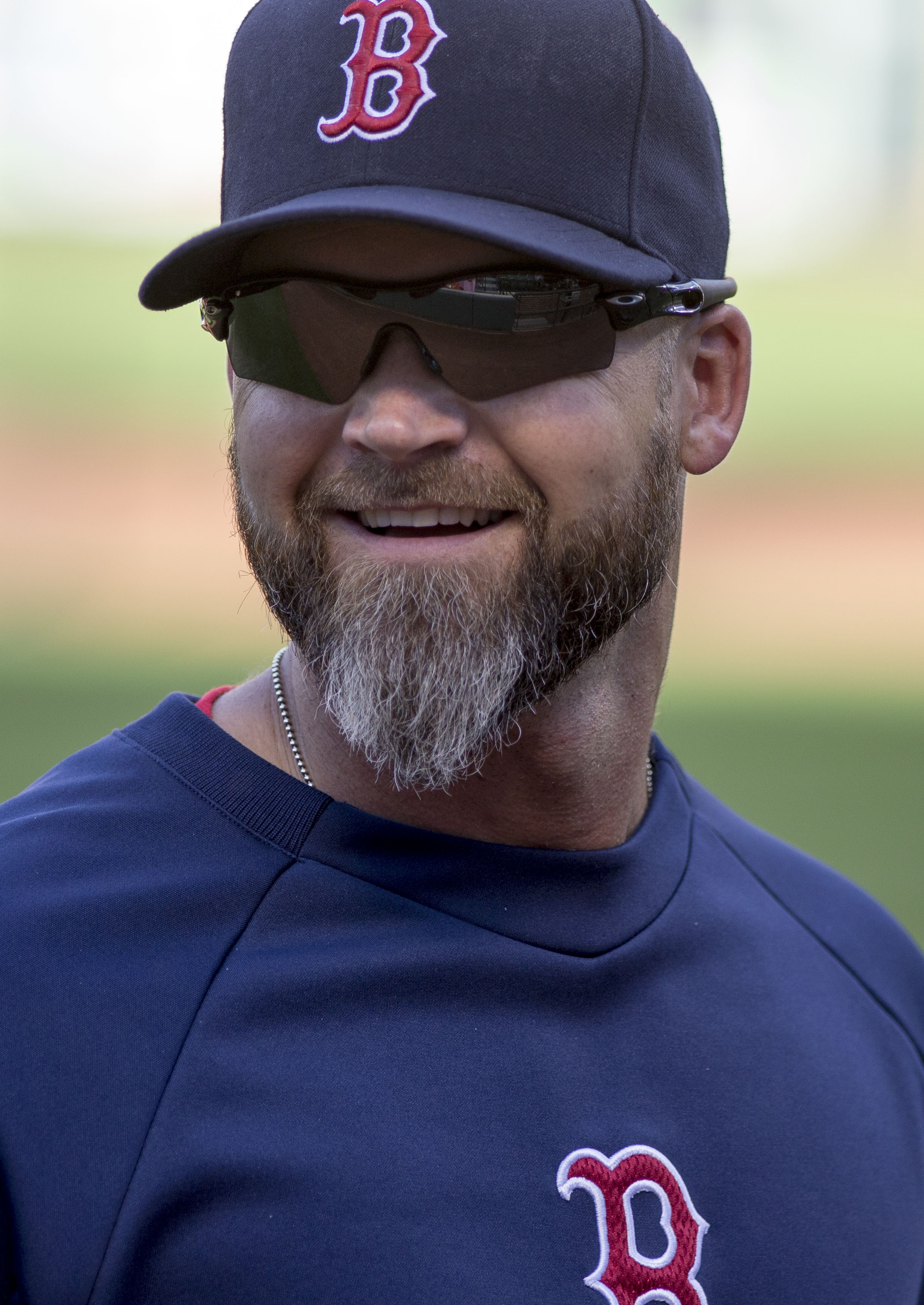
David Ross
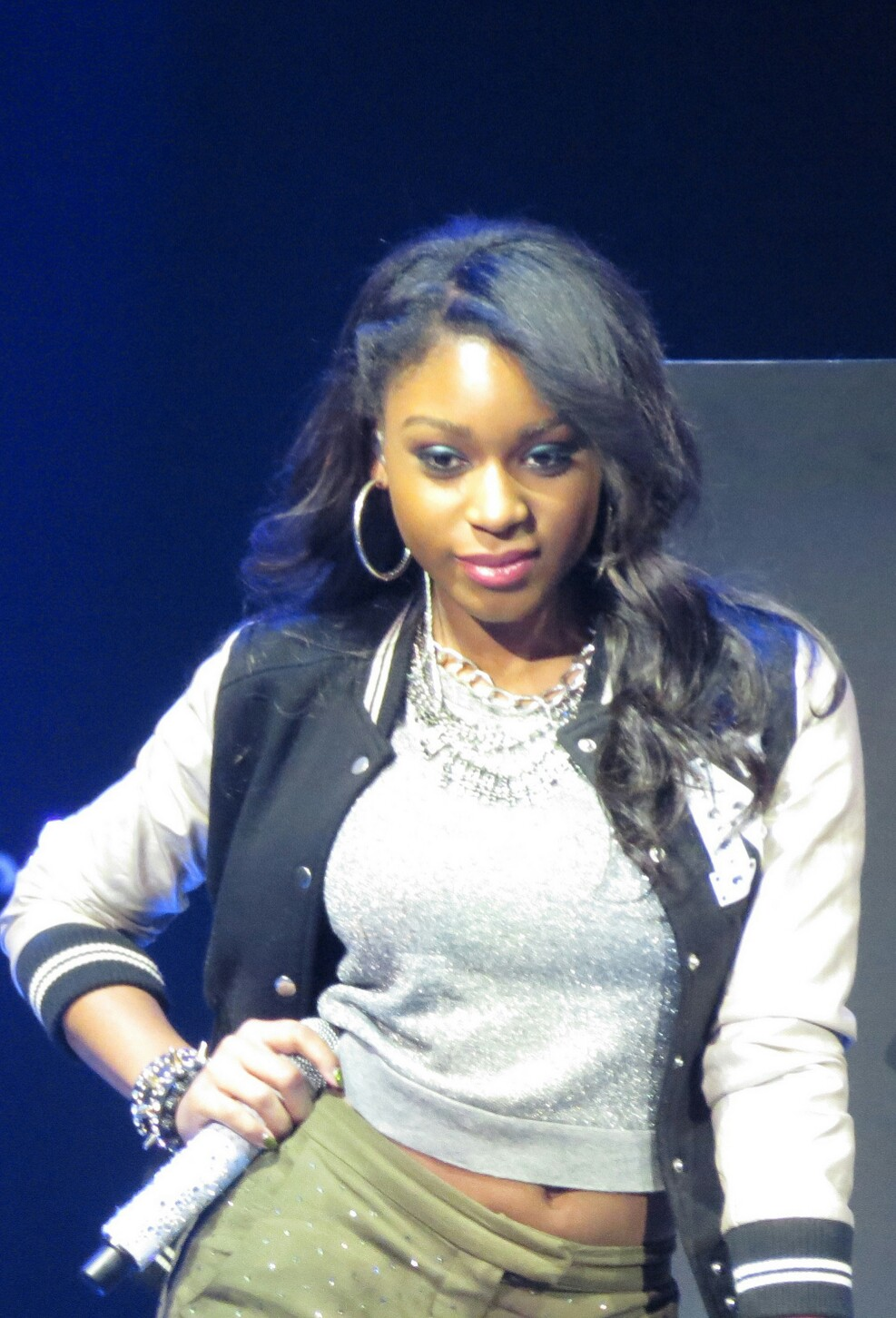
Normani Kordei
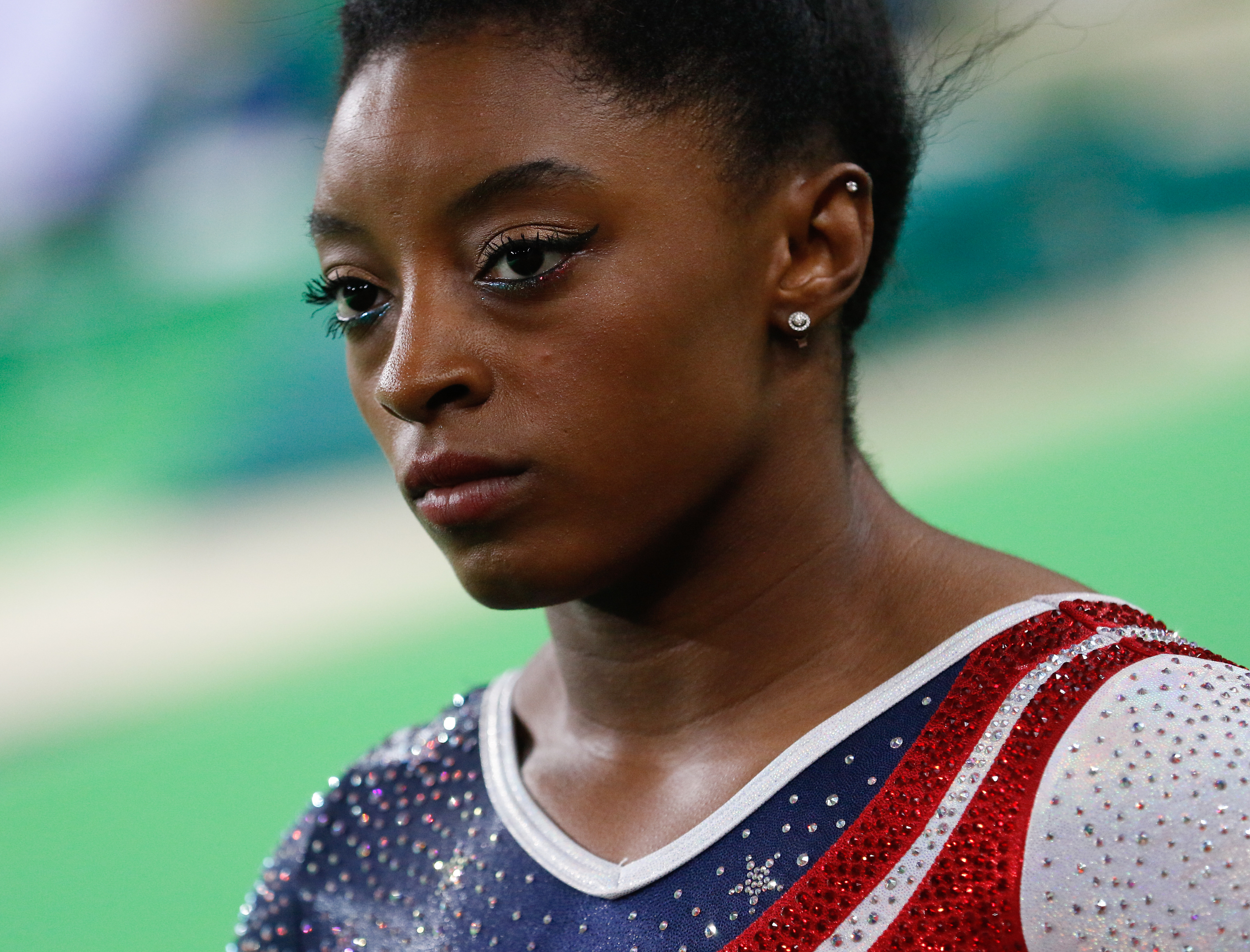
Simone Biles
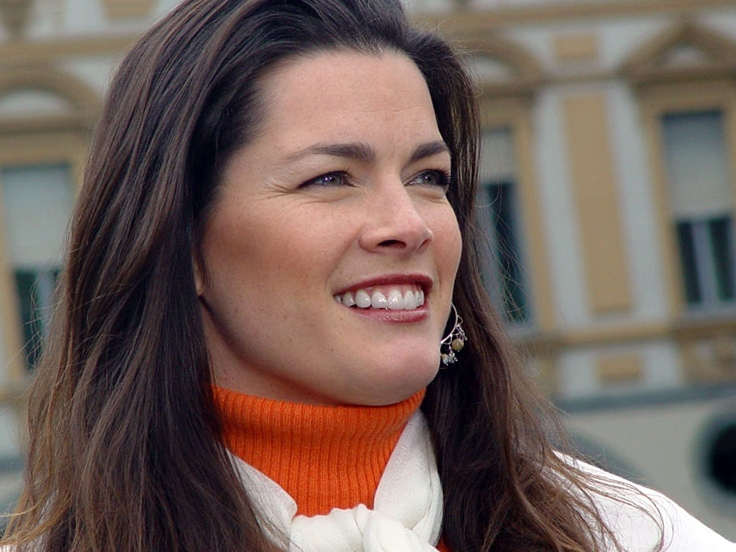
Nancy Kerrigan

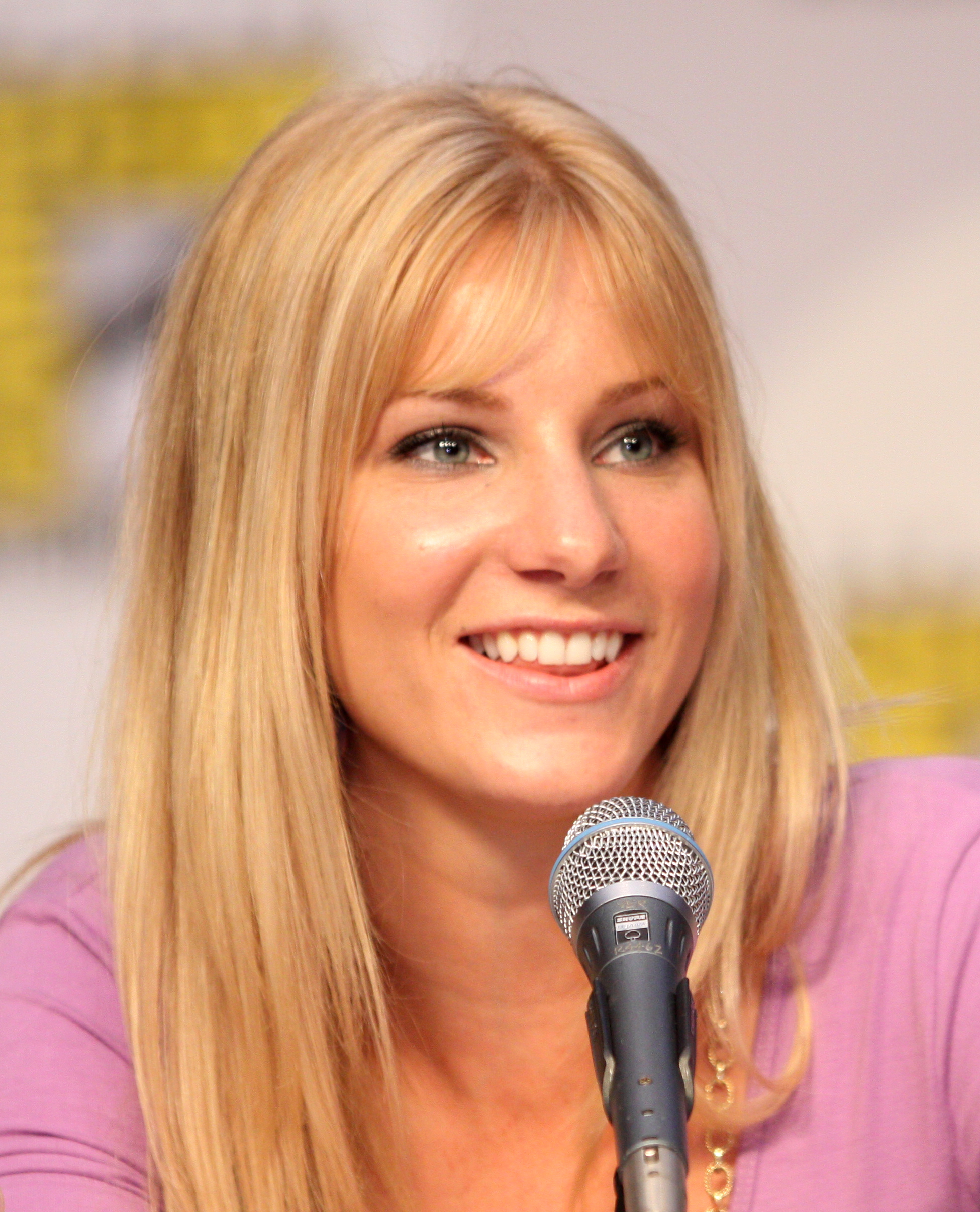
Heather Morris
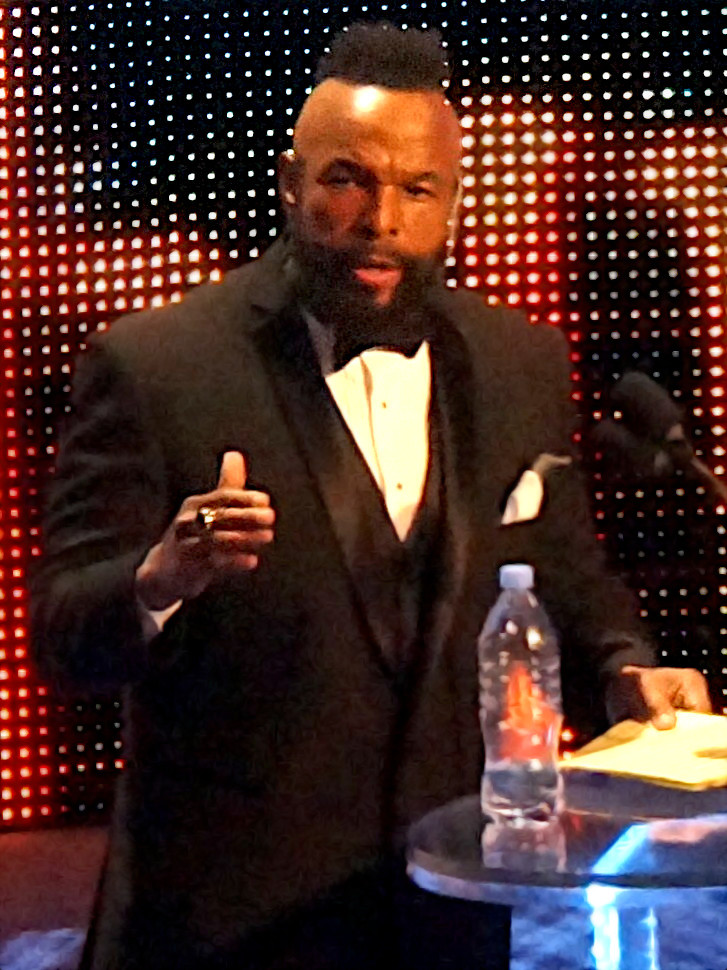
Mister T
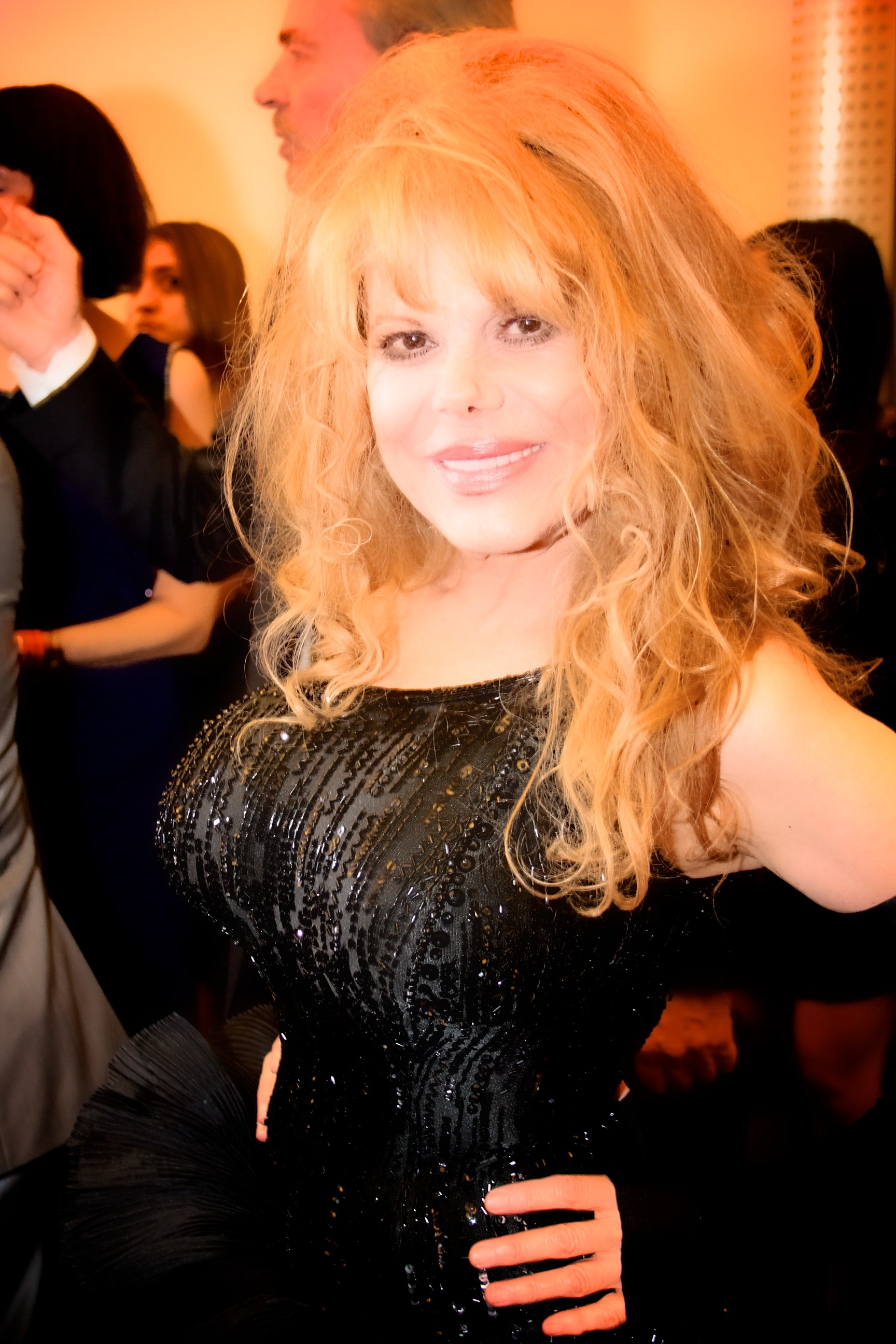
Charo
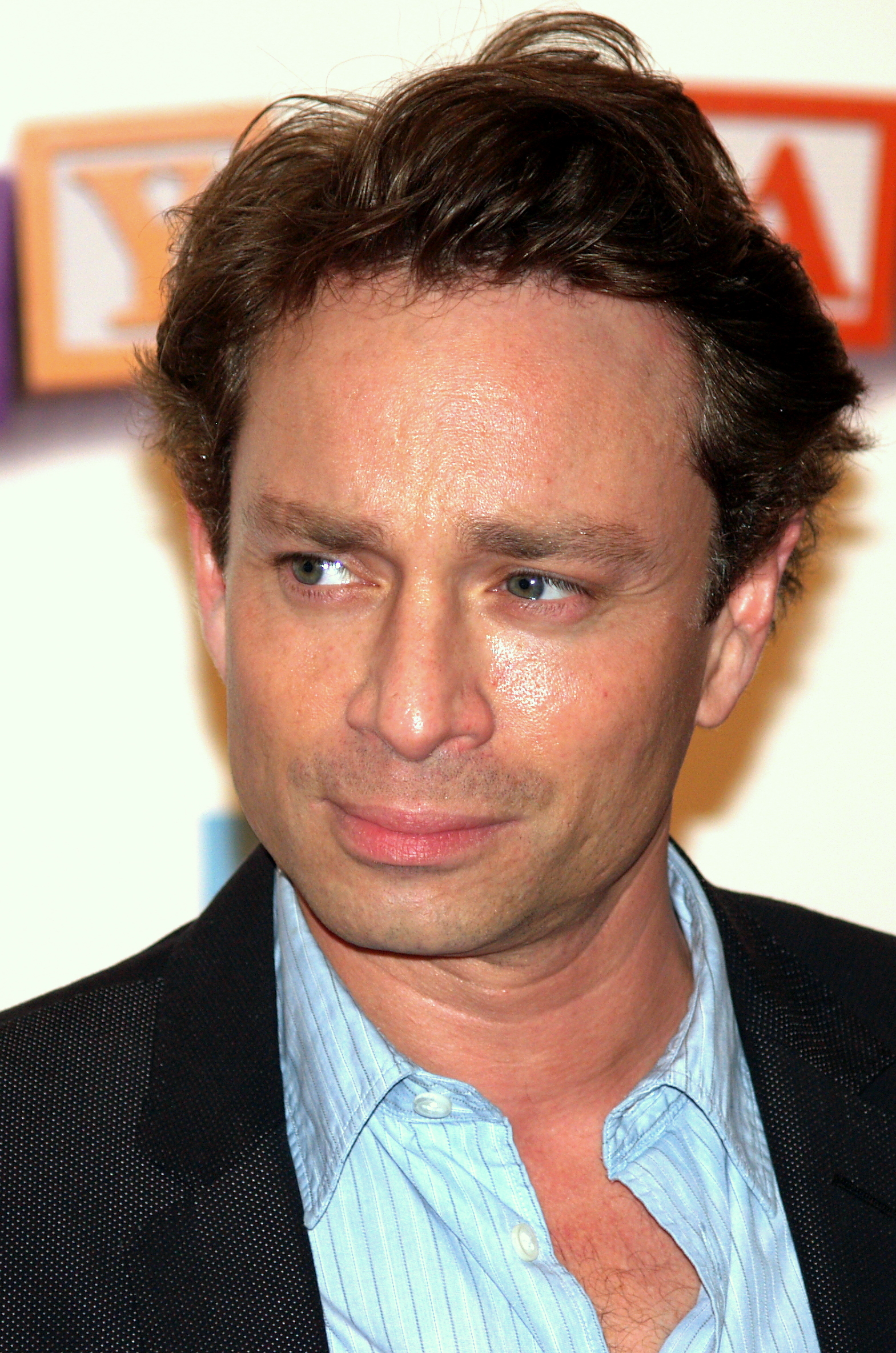
Chris Kattan

| Candidat        | Occupation                                                   | Partenaire            | Départ     | Classement                |
| --------------- | ------------------------------------------------------------ | --------------------- | ---------- | ------------------------- |
| Rashad Jennings | Joueur de football américain                                 | Emma Slater           | Semaine 10 | Vainqueur le 23 mai 2017  |
| David Ross      | Ancien joueur de base-ball                                   | Lindsay Arnold        | Semaine 10 | Deuxième le 23 mai 2017   |
| Normani Kordei  | Membre du groupe Fifth Harmony                               | Valentin Chmerkovskiy | Semaine 10 | Troisième le 23 mai 2017  |
| Simone Biles    | Championne olympique de Gymnastique artistique               | Sasha Farber          | Semaine 9  | Éliminée le 15 mai 2017   |
| Bonner Bolton   | Champion de Bull Riding (rodéo sur taureau) et mannequin     | Sharna Burgess        | Semaine 8  | Éliminé le 8 mai 2017     |
| Nick Viall      | Vedette de The Bachelor 21                                   | Peta Murgatroyd       | Semaine 7  | Éliminé le 1er mai 2017   |
| Nancy Kerrigan  | Championne américaine de patinage artistique                 | Artem Chigvintsev     | Semaine 7  | Éliminée le 1er mai 2017  |
| Heather Morris  | Actrice dont Glee                                            | Maksim Chmerkovskiy   | Semaine 6  | Éliminée le 24 avril 2017 |
| Erika Jayne     | Chanteuse et vedette de Les Real Housewives de Beverly Hills | Gleb Savchenko        | Semaine 5  | Éliminée le 17 avril 2017 |
| Mister T        | Ancien catcheur et acteur (L'Agence tous risques, Rocky 3)   | Kym Herjavec          | Semaine 4  | Éliminé le 10 avril 2017  |
| Charo           | Guitariste, actrice et chanteuse                             | Keoikantse Motsepe    | Semaine 3  | Éliminée le 3 avril 2017  |
| Chris Kattan    | Comédien et personnalité du Saturday Night Live              | Witney Carson         | Semaine 2  | Éliminé le 27 mars 2017   |

- David Ross
- Normani Kordei
- Simone Biles
- Nancy Kerrigan

- Heather Morris
- Mister T
- Charo
- Chris Kattan

## Scores
| Rashad & Emma      | 1er | 31 | 32 | 63 | 28 | 39 | 32 | 37+33=70 | 37+2=39  | 36+39=75 | 38+39=77 | 40+40=80 | + 39 =119 |  |  |  |
| David & Lindsay    | 2e  | 28 | 27 | 55 | 31 | 31 | 29 | 29+33=62 | 32       | 36+29=65 | 34+36=70 | 33+40=73 | + 36 =109 |  |  |  |
| Normani & Valentin | 3e  | 27 | 32 | 59 | 34 | 32 | 39 | 38+34=72 | 40+3=43  | 40+39=79 | 36+40=76 | 38+40=78 | +40 = 118 |  |  |  |
| Simone & Sasha     | 4e  | 32 | 29 | 61 | 32 | 36 | 38 | 35+34=69 | 37+2=39  | 36+36=72 | 40+40=80 |          |           |  |  |  |
| Bonner & Sharna    | 5e  | 22 | 29 | 51 | 24 | 32 | 30 | 30+33=63 | 29+2 =31 | 30+28=58 |          |          |           |  |  |  |
| Nick & Peta        | 6e  | 24 | 25 | 49 | 26 | 30 | 34 | 28+33=61 | 34       |          |          |          |           |  |  |  |
| Nancy & Artem      | 6e  | 28 | 28 | 56 | 33 | 33 | 36 | 33+34=67 | 36       |          |          |          |           |  |  |  |
| Heather & Maksim   | 8e  | 28 | 30 | 58 | 33 | 35 | 34 | 40+34=74 |          |          |          |          |           |  |  |  |
| Erika & Gleb       | 9e  | 24 | 28 | 52 | 26 | 30 | 32 |          |          |          |          |          |           |  |  |  |
| Mister T & Kym     | 10e | 20 | 22 | 42 | 24 | 28 |    |          |          |          |          |          |           |  |  |  |
| Charo & Keo        | 11e | 21 | 25 | 46 | 24 |    |    |          |          |          |          |          |           |  |  |  |
| Chris & Witney     | 12e | 17 | 22 | 39 |    |    |    |          |          |          |          |          |           |  |  |  |

Nombres Rouges Indique le moins bon score pour chaque semaine
Nombres Vert Indique le meilleur score pour chaque semaine
 Le couple éliminé au prime
 Le couple qui a fini dans le bottom two et risque de partir
 Les couples qui ont été immunisés, et ne peuvent pas se faire éliminer
 Le couple vainqueur
 Le couple ayant fini deuxième
 Le couple ayant fini troisième

### Moyenne
| Classement par Moyenne | Place | Couple             | Total des notes | Nombre de danses | Moyenne |
| ---------------------- | ----- | ------------------ | --------------- | ---------------- | ------- |
| 1                      | 3     | Normani & Valentin | 549             | 15               | 36.6    |
| 2                      | 1     | Rashad & Emma      | 540             | 15               | 36.0    |
| 3                      | 4     | Simone & Sasha     | 425             | 12               | 35.4    |
| 4                      | 8     | Heather & Maksim   | 234             | 7                | 33.4    |
| 5                      | 6     | Nancy & Artem      | 261             | 8                | 32.6    |
| 6                      | 2     | David & Lindsay    | 484             | 15               | 32.3    |
| 7                      | 6     | Nick & Peta        | 234             | 8                | 29.3    |
| 8                      | 5     | Bonner & Sharna    | 287             | 10               | 28.7    |
| 9                      | 9     | Erika & Gleb       | 140             | 5                | 28.0    |
| 10                     | 10    | Mister T & Kym     | 94              | 4                | 23.5    |
| 11                     | 11    | Charo & Keo        | 70              | 3                | 23.3    |
| 12                     | 12    | Chris & Witney     | 39              | 2                | 19.5    |

### Meilleurs et pires scores sur les performances
Les meilleurs et pires scores des différents candidats (seules les danses notées sur 40 sont prises en compte) :
| Danses              | Meilleure prestation                      | Highest score | Moins bonne prestation        | Lowest score |
| ------------------- | ----------------------------------------- | ------------- | ----------------------------- | ------------ |
| Quickstep           | Rashad Jennings                           | 39            | Normani Kordei                | 27           |
| Valse viennoise     | Rashad Jennings                           | 40            | Nancy Kerrigan Heather Morris | 28           |
| Cha-cha-cha         | Heather Morris                            | 35            | Chris Kattan                  | 17           |
| Salsa               | Normani Kordei                            | 38            | Charo                         | 21           |
| Tango               | Rashad Jennings                           | 37            | Nick Viall                    | 26           |
| Fox-trot            | Simone Biles                              | 36            | Charo Mr. T                   | 24           |
| Paso Doble          | Normani Kordei                            | 39            | Mr. T                         | 22           |
| Jive                | Simone Biles                              | 40            | Erika Jayne                   | 26           |
| Jazz                | Normani Kordei                            | 40            | Chris Kattan                  | 22           |
| Charleston          | Simone Biles                              | 37            | Bonner Bolton                 | 24           |
| Samba               | Simone Biles                              | 35            | Rashad Jennings               | 28           |
| Rumba               | Heather Morris Simone Biles               | 40            | Nick Viall                    | 22           |
| Valse               | David Ross                                | 36            | Mr. T                         | 28           |
| Danse contemporaine | Normani Kordei                            | 40            | Simone Biles                  | 38           |
| Tango argentin      | Normani Kordei                            | 40            | David Ross                    | 29           |
| Freestyle           | Normani Kordei Rashad Jennings David Ross | 40            |                               |              |

### Meilleurs et pires scores des couples
Seules les prestations sur 40 points sont prises en compte.
| Couple          | Meilleur score                                         | Pire score                       |
| --------------- | ------------------------------------------------------ | -------------------------------- |
| Rashad & Emma   | Valse viennoise Freestyle (40)                         | Samba (28)                       |
| David & Lindsay | Freestyle (40)                                         | Cha-cha-cha (27)                 |
| Normani & Val   | Tango argentin Danse contemporaine Jazz Freestyle (40) | Quickstep (27)                   |
| Simone & Sasha  | Jive Rumba (40)                                        | Cha-cha-cha (29)                 |
| Bonner & Sharna | Fox-trot (32)                                          | Cha-cha-cha (22)                 |
| Nancy & Artem   | Jazz Tango (36)                                        | Valse viennoise Cha-cha-cha (28) |
| Nick & Peta     | Jazz Tango argentin (34)                               | Cha-cha-cha (24)                 |
| Heather & Maks  | Rumba (40)                                             | Valse viennoise (28)             |
| Erika & Gleb    | Valse viennoise (32)                                   | Salsa (24)                       |
| Mr. T & Kym     | Valse (28)                                             | Cha-cha-cha (20)                 |
| Charo & Keo     | Paso Doble (25)                                        | Salsa (21)                       |
| Chris & Witney  | Jazz (22)                                              | Cha-cha-cha (17)                 |

## Liste des épisodes
Les notes données par chaque juge sont données dans l'ordre suivant : Carrie Ann Inaba, Len Goodman (en), Julianne Hough, Bruno Tonioli (en).

### Semaine 1: Premières danses / 400e épisode
Les couples ont pu exécuter une des danses suivantes : Cha-cha-cha, Quickstep, Salsa, Tango et Valse viennoise.
Running order
| Couples         | Scores          | Danse           | Musique                                                                |
| --------------- | --------------- | --------------- | ---------------------------------------------------------------------- |
| Normani & Val   | 27 (7, 6, 7, 7) | Quickstep       | Good Time Good Life — Erin Bowman                                      |
| Nancy & Artem   | 28 (7, 7, 7, 7) | Valse viennoise | She's Always a Woman — Billy Joel                                      |
| Chris & Witney  | 17 (5, 4, 4, 4) | Cha-cha-cha     | What Is Love — Haddaway                                                |
| Bonner & Sharna | 22 (6, 5, 5, 6) | Cha-cha-cha     | Move — Luke Bryan                                                      |
| Charo & Keo     | 21 (6, 5, 5, 5) | Salsa           | Cuban Pete — Mambo Compañeros                                          |
| Nick & Peta     | 24 (6, 6, 6, 6) | Cha-cha-cha     | Let Me Love You — DJ Snake feat. Justin Bieber (Tiesto's AFTR HRS Mix) |
| Heather & Maks  | 28 (7, 7, 7, 7) | Valse viennoise | Make Something Beautiful — Ben Rector                                  |
| David & Lindsay | 28 (7, 7, 7, 7) | Quickstep       | Go, Cubs, Go — Steve Goodman                                           |
| Erika & Gleb    | 24 (6, 6, 6, 6) | Salsa           | XXPEN$IVE — Erika Jayne                                                |
| Rashad & Emma   | 31 (8, 7, 8, 8) | Cha-cha-cha     | 24K Magic — Bruno Mars                                                 |
| Mr. T & Kym     | 20 (5, 5, 5, 5) | Cha-cha-cha     | Générique de L'Agence tous risques — Mike Post                         |
| Simone & Sasha  | 32 (8, 8, 8, 8) | Tango           | Untouchable — Tritonal                                                 |

### Semaine 2
Les couples performent sur une danse non-apprise auparavant. Foxtrot, Jazz, Jive et Paso Doble sont introduites dans la compétition.
À cause d'une blessure, Maksim Chmerkovskiy était incapable de danser, donc Heather Morris a dansé avec Alan Bersten, un autre membre de la troupe, à la place.
Ordre de passage
| Couple          | Scores          | Danses          | Chanson                                                     | Résultats |
| --------------- | --------------- | --------------- | ----------------------------------------------------------- | --------- |
| Nancy & Artem   | 28 (7, 7, 7, 7) | Cha-cha-cha     | No Rights No Wrongs — Jess Glynne                           | Sauvée    |
| Erika & Gleb    | 28 (7, 7, 7, 7) | Foxtrot         | Bad Intentions — Niykee Heaton                              | Sauvée    |
| Charo & Keo     | 25 (6, 6, 7, 6) | Paso doble      | España cañí — Charo                                         | En danger |
| Nick & Peta     | 25 (7, 5, 7, 6) | Foxtrot         | Love Me Now — John Legend                                   | Sauvé     |
| Heather & Alan  | 30 (8, 6, 8, 8) | Jive            | Grown — Little Mix                                          | Sauvée    |
| Bonner & Sharna | 29 (8, 6, 8, 7) | Valse viennoise | Unlove You — Jennifer Nettles                               | Sauvé     |
| Simone & Sasha  | 29 (7, 7, 7, 8) | Cha-cha-cha     | Burnin' Up — Jessie J feat. 2 Chainz                        | Sauvée    |
| Chris & Witney  | 22 (6, 5, 6, 5) | Jazz            | Hey Ya! — OutKast                                           | Eliminé   |
| Normani & Val   | 32 (8, 8, 8, 8) | Cha-cha-cha     | Give Me Your Love — Sigala feat. John Newman & Nile Rodgers | Sauvée    |
| Rashad & Emma   | 32 (8, 8, 8, 8) | Valse viennoise | Suffer — Charlie Puth                                       | Sauvé     |
| Mr. T & Kym     | 22 (6, 5, 6, 5) | Paso doble      | Eye of the Tiger — Survivor                                 | Sauvé     |
| David & Lindsay | 27 (7, 6, 7, 7) | Cha-cha-cha     | Bust a Move — Young MC                                      | Sauvé     |

### Semaine 3: Nuit spéciale Las Vegas
Les couples performent sur une danse encore non-apprise sur des musiques qui ont un rapport avec Las Vegas. Le charleston et la samba sont introduits. Heather Morris danse de nouveau avec Alan Bersten à cause de la blessure de Maksim Chmerkovskiy.
Ordre de passage
| Couples         | Scores          | Danses     | Musiques                                                      | Résultats |
| --------------- | --------------- | ---------- | ------------------------------------------------------------- | --------- |
| Nick & Peta     | 26 (7, 6, 7, 6) | Tango      | Poker Face — Lady Gaga                                        | En danger |
| Mr. T & Kym     | 24 (6, 6, 6, 6) | Foxtrot    | Ain't That a Kick in the Head ? — Robbie Williams             | Sauvé     |
| Bonner & Sharna | 24 (6, 6, 6, 6) | Charleston | A Little Party Never Killed Nobody — Fergie, Q-Tip & GoonRock | Sauvé     |
| Heather & Alan  | 33 (9, 8, 8, 8) | Tango      | Toxic — Britney Spears                                        | Sauvée    |
| Charo & Keo     | 24 (6, 6, 6, 6) | Foxtrot    | Chapel of Love — The Dixie Cups                               | Eliminée  |
| Simone & Sasha  | 32 (7, 8, 9, 8) | Quickstep  | Viva Las Vegas — Elvis Presley                                | Sauvée    |
| Nancy & Artem   | 33 (8, 9, 8, 8) | Samba      | Shake Your Bon-Bon — Ricky Martin                             | Sauvée    |
| David & Lindsay | 31 (8, 7, 8, 8) | Jazz       | Candy Shop — 50 Cent feat. Olivia                             | Sauvé     |
| Erika & Gleb    | 26 (6, 7, 7, 6) | Jive       | Take Me to Heaven — Alan Menken & Glenn Slater                | Sauvée    |
| Rashad & Emma   | 28 (7, 7, 7, 7) | Samba      | Swalla — Jason Derulo feat. Nicki Minaj & Ty Dolla Sign       | Sauvé     |
| Normani & Val   | 34 (8, 8, 9, 9) | Foxtrot    | Big Spender — Shirley Bassey                                  | Sauvée    |

### Semaine 4: L'année la plus mémorable
Les couples performent sur une danse non-appris. Le thème de la semaine est l'année la plus importante de leur vie. La danse contemporaine, la Rumba, et la Valse sont introduits.
Pour la troisième semaine consécutive, Heather Morris a dansé avec Alan Bersten à la place de Maksim Chmerkovskiy, à cause de sa blessure.
Ordre de passage
| Couples         | Scores             | Danses              | Musiques                          | Résultats |
| --------------- | ------------------ | ------------------- | --------------------------------- | --------- |
| Normani & Val   | 32 (8, 7, 8, 9)    | Rumba               | Impossible — Fifth Harmony        | Sauvée    |
| Nick & Peta     | 30 (8, 7, 8, 7)    | Rumba               | Shape of You — Ed Sheeran         | Sauvé     |
| Nancy & Artem   | 33 (8, 9, 8, 8)    | Foxtrot             | My Wish — Rascal Flatts           | Sauvée    |
| Mr. T & Kym     | 28 (7, 7, 7, 7)    | Valse               | Amazing Grace — Ray Chew          | Eliminé   |
| Heather & Alan  | 35 (8, 9, 9, 9)    | Cha-cha-cha         | Shut Up and Dance — Walk the Moon | Sauvé     |
| David & Lindsay | 31 (7, 8, 8, 8)    | Valse viennoise     | Forever Young — Youth Group       | Sauvé     |
| Rashad & Emma   | 39 (10, 9, 10, 10) | Danse contemporaine | Unconditionally — Katy Perry      | Sauvé     |
| Erika & Gleb    | 30 (8, 7, 7, 8)    | Cha-cha-cha         | Express Yourself —Madonna         | En danger |
| Simone & Sasha  | 36 (9, 9, 9, 9)    | Valse viennoise     | Good Good Father — Chris Tomlin   | Sauvée    |
| Bonner & Sharna | 32 (8, 8, 8, 8)    | Foxtrot             | Feeling Good — Michael Bublé      | Sauvé     |

### Semaine 5: Nuit spéciale Disney
Les couples performent sur une danse non-apprise sur une chanson issue d'un film de l'univers Disney
Pour la quatrième semaine consécutive, Heather Morris a dansé avec Alan Bersten à cause de la blessure de Maksim Chmerkovskiy
Ordre de passage
| Couples         | Scores             | Danses              | Musiques                                                    | Film Disney                          | Résultats |
| --------------- | ------------------ | ------------------- | ----------------------------------------------------------- | ------------------------------------ | --------- |
| Rashad & Emma   | 32 (7, 8, 9, 8)    | Fox-trot            | Evermore — Josh Groban                                      | La Belle et la Bête                  | Sauvé     |
| Nick & Peta     | 34 (9, 8, 9, 8)    | Jazz                | I've Got No Strings — Dick Jones                            | Pinocchio                            | En danger |
| Erika & Gleb    | 32 (8, 8, 8, 8)    | Valse viennoise     | Unforgettable — Sia                                         | Le Monde de Dory                     | Eliminée  |
| Heather & Alan  | 34 (8, 8, 9, 9)    | Jazz                | For the First Time in Forever — Kristen Bell & Idina Menzel | La Reine des Neiges                  | Sauvée    |
| Bonner & Sharna | 30 (7, 8, 8, 7)    | Tango               | When Can I See You Again? — Owl City                        | Les Mondes de Ralph                  | Sauvé     |
| Normani & Val   | 39 (10, 9, 10, 10) | Paso doble          | I'll Make a Man Out of You — Donny Osmond                   | Mulan                                | Sauvée    |
| David & Lindsay | 29 (7, 7, 8, 7)    | Jive                | Ride — ZZ Ward                                              | Cars 3                               | Sauvé     |
| Nancy & Artem   | 36 (9, 9, 9, 9)    | Jazz                | That's How You Know — Amy Adams                             | Il était une fois                    | Sauvée    |
| Simone & Sasha  | 38 (9, 9, 10, 10)  | Danse contemporaine | How Far I'll Go — Auli'i Cravalho                           | Vaiana : La Légende du bout du monde | Sauvée    |

### Semaine 6: Nuit Boys Bands vs. Girls Bands
Cette semaine, le leader des Backstreet Boys et participant à la saison 21 de Dancing with the Stars, Nick Carter remplace Julianne Hough dans le jury.
Cette semaine encore Heather Morris retrouve son partenaire Maksim, de retour après sa blessure. C'est également la première fois qu'une candidate (Heather Morris en l'occurrence) est éliminée à la fin de l'émission alors qu'elle avait pris la tête du classement des jurés.
| Couples                                                          | Scores              | Danses         | Musiques | Résultats |
| ---------------------------------------------------------------- | ------------------- | -------------- | --- | --- |
| Simone & Sasha                                                   | 35 (9, 8, 9, 9)     | Samba          | Survivor - Destiny's Child                                                                                         | Sauvée |
| Bonner & Sharna                                                  | 30 (8, 8, 7, 7)     | Rumba          | I Want It That Way - Backstreet Boys                                                                               | Sauvé |
| Nancy & Artem                                                    | 33 (9, 8, 8, 8)     | Paso Doble     | Free Your Mind - En Vogue                                                                                          | En danger |
| Nick & Peta                                                      | 28 (7, 7, 7, 7)     | Jive           | Fun, Fun, Fun - The Beach Boys                                                                                     | Sauvé |
| Normani & Valentin                                               | 38 (10, 10, 8, 10)  | Salsa          | When I Grow Up - The Pussycat Dolls                                                                                | Sauvée |
| David & Lindsay                                                  | 29 (7, 8, 7, 7)     | Tango Argentin | I Want You Back - NSYNC                                                                                            | Sauvé |
| Rashad & Emma                                                    | 37 (9, 10, 9, 9)    | Tango          | Reach Out, I'll Be There - The Four Tops                                                                           | Sauvé |
| Heather & Maksim                                                 | 40 (10, 10, 10, 10) | Rumba          | Waterfalls - TLC                                                                                                   | Eliminée |
| Bonner & Sharna Nick & Peta David & Lindsay Rashad & Emma        | 33 (8, 9, 8, 8)     | Freestyle      | Dancing Machine - Jackson 5 You've Got It (The Right Stuff) - New Kids On The Block Best Song Ever - One Direction | Dancing Machine - Jackson 5 You've Got It (The Right Stuff) - New Kids On The Block Best Song Ever - One Direction |
| Simone & Sasha Nancy & Artem Normani & Valentin Heather & Maksim | 34 (8, 9, 8, 9)     | Freestyle      | My Boyfriend's Back - The Chiffons No Scrubs - TLC BO$$ - Fifth Harmony                                            | My Boyfriend's Back - The Chiffons No Scrubs - TLC BO$$ - Fifth Harmony                                            |

### Semaine 7: Une soirée au cinéma
Cette semaine, dans le jury, Julianne Hough est de nouveau remplacée, mais cette fois-ci, par la chorégraphe Mandy Moore.
Chaque couple livre une nouvelle performance sur une danse non-apprise, sur un thème ayant les caractéristiques d'un genre cinématographique précis. Le couple avec le score le plus haut acquiert une immunité et est donc sauvé de l'élimination. Les autres couples participent à un duel pour engranger des points supplémentaires. 
Ordre de passage
| Couples         | Scores              | Danses         | Musiques                                                     | Genre cinématographique | Résultats         |
| --------------- | ------------------- | -------------- | ------------------------------------------------------------ | ----------------------- | ----------------- |
| Bonner & Sharna | 29 (7, 7, 8, 7)     | Paso doble     | Hoedown — Aaron Copland                                      | Western                 | Sauvé             |
| Nancy & Artem   | 36 (9, 9, 9, 9)     | Tango          | Oh, Pretty Woman — Roy Orbison                               | Film romantique         | Eliminée          |
| Simone & Sasha  | 37 (10, 9, 9, 9)    | Charleston     | Charleston — Bob Wilson & His Varsity Rhythm Boys            | Film muet               | Sauvée            |
| Nick & Peta     | 34 (8, 8, 9, 9)     | Tango argentin | Dangerous — David Guetta feat. Sam Martin                    | Film d'action           | Eliminé           |
| Rashad & Emma   | 37 (9, 9, 10, 9)    | Paso doble     | O Fortuna — Carl Orff                                        | Film d'horreur          | Sauvé             |
| David & Lindsay | 32 (8, 8, 8, 8)     | Salsa          | Universal Mind Control — Common feat. Pharrell Williams      | Film de science-fiction | En danger         |
| Normani & Val   | 40 (10, 10, 10, 10) | Tango argentin | Quizás, Quizás, Quizás — Andrea Bocelli feat. Jennifer Lopez | Cinéma du monde         | Sauvée (Immunité) |

Pour chaque duel, le couple avec le plus haut score choisit l'adversaire contre lequel il souhaiterait danser. L'adversaire, quant à lui, choisit la danse sur laquelle les deux couples s'opposeront, entre cha-cha-cha, jive et rumba. Le vainqueur de chaque duel remporte deux points. C'est le public qui détermine le vainqueur de chaque duel via le site Internet officiel de l'émission.
| Couples         | Voix des juges                 | Votes du public | Danses      | Musiques                                    | Résultats         |
| --------------- | ------------------------------ | --------------- | ----------- | ------------------------------------------- | ----------------- |
| Simone & Sasha  | Simone, Simone, Simone, Simone | Simone (63%)    | Cha-cha-cha | Crave — Pharrell Williams                   | Vainqueur (2 pts) |
| Nancy & Artem   | Simone, Simone, Simone, Simone | Simone (63%)    | Cha-cha-cha | Crave — Pharrell Williams                   | Perdante          |
| Rashad & Emma   | Rashad, Rashad, Rashad, Rashad | Rashad (54%)    | Jive        | Gimme Some Lovin' — The Spencer Davis Group | Vainqueur (2 pts) |
| David & Lindsay | Rashad, Rashad, Rashad, Rashad | Rashad (54%)    | Jive        | Gimme Some Lovin' — The Spencer Davis Group | Perdant           |
| Bonner & Sharna | Bonner, Bonner, Bonner, Nick   | Bonner (62%)    | Rumba       | I Will Always Love You — Whitney Houston    | Vainqueur (2 pts) |
| Nick & Peta     | Bonner, Bonner, Bonner, Nick   | Bonner (62%)    | Rumba       | I Will Always Love You — Whitney Houston    | Perdant           |

### Semaine 8: Quarts de finale
En ces quarts de finale, chaque couple performera sur deux danses non-apprises différentes. L'une d'entre elles est une danse en trio, sur une danse choisie par le partenaire professionnel, et qui sera effectuée avec un autre partenaire pro de l'émission. Contrairement aux autres saisons où les couples choisissaient leur partenaire de trio, les partenaires de cette saison sont désignés par les juges.
Cette semaine, Julianne Hough est de retour dans le jury, après deux semaines d'absence.
Ordre de passage
| Couples (Partenaire de danse trio) | Scores              | Danse               | Musique                                         | Résultats |
| ---------------------------------- | ------------------- | ------------------- | ----------------------------------------------- | --------- |
| Rashad & Emma (Witney Carson)      | 36 (9, 9, 9, 9)     | Jive                | Shake a Tail Feather — The Blues Brothers       | En danger |
| Rashad & Emma (Witney Carson)      | 39 (10, 9, 10, 10)  | Tango argentin      | Dreams — Bastille feat. Gabrielle Aplin         | En danger |
| Normani & Val (Alan Bersten)       | 40 (10, 10, 10, 10) | Danse contemporaine | Freedom — Anthony Hamilton & Elayna Boynton     | Sauvée    |
| Normani & Val (Alan Bersten)       | 39 (10, 9, 10, 10)  | Jive                | Feeling Alive — Earl St. Clair                  | Sauvée    |
| Bonner & Sharna (Britt Stewart)    | 30 (8, 7, 8, 7)     | Tango argentin      | Believer — Imagine Dragons                      | Eliminé   |
| Bonner & Sharna (Britt Stewart)    | 28 (7, 7, 7, 7)     | Jazz                | That's What I Like — Bruno Mars                 | Eliminé   |
| Simone & Sasha (Brittany Cherry)   | 36 (9, 9, 9, 9)     | Fox-trot            | What Makes You Beautiful — One Direction        | Sauvée    |
| Simone & Sasha (Brittany Cherry)   | 36 (9, 9, 9, 9)     | Paso doble          | Don't Let Me Down — The Chainsmokers feat. Daya | Sauvée    |
| David & Lindsay (Hayley Erbert)    | 36 (9, 9, 9, 9)     | Valse               | Humble and Kind — Tim McGraw                    | Sauvé     |
| David & Lindsay (Hayley Erbert)    | 29 (7, 7, 8, 7)     | Paso doble          | Gangsta's Paradise — 2WEI                       | Sauvé     |

### Semaine 9: Demi-finale
Chaque couple performe sur deux danses non-apprises. Chaque couple est coaché par un des juges pour l'une des deux danses.
Ordre de passage
| Couples (Juge)                    | Scores              | Danses          | Musiques                                  | Résultats |
| --------------------------------- | ------------------- | --------------- | ----------------------------------------- | --------- |
| Normani & Val (Len Goodman)       | 36 (9, 9, 9, 9)     | Valse viennoise | Desperado — Rihanna                       | Sauvée    |
| Normani & Val (Len Goodman)       | 40 (10, 10, 10, 10) | Jazz            | What a Wonderful World — Ray Chew         | Sauvée    |
| David & Lindsay (Julianne Hough)  | 34 (9, 8, 9, 8)     | Foxtrot         | You Make Me Feel So Young — Michael Bublé | En danger |
| David & Lindsay (Julianne Hough)  | 36 (9, 9, 9, 9)     | Tango           | Castle on the Hill — Ed Sheeran           | En danger |
| Simone & Sasha (Carrie Ann Inaba) | 40 (10, 10, 10, 10) | Jive            | Faith — Stevie Wonder feat. Ariana Grande | Eliminée  |
| Simone & Sasha (Carrie Ann Inaba) | 40 (10, 10, 10, 10) | Rumba           | Skyscraper — Demi Lovato                  | Eliminée  |
| Rashad & Emma (Bruno Tonioli)     | 38 (9, 9, 10, 10)   | Rumba           | Say You Won't Let Go — James Arthur       | Sauvé     |
| Rashad & Emma (Bruno Tonioli)     | 39 (10, 9, 10, 10)  | Quickstep       | Yes I Can— Superhumans                    | Sauvé     |

### Semaine 10: Finale
Durant la première soirée (lundi), les couples performent sur une danse déjà effectuée durant la saison et sur une danse freestyle.
Durant la seconde soirée (mardi), les couples ont performé sur une "fusion des danses" qui mélange deux danses déjà apprises.
Ordre de passage (Soirée 1)
| Couples         | Scores              | Danses          | Musiques                                                                                                   |
| --------------- | ------------------- | --------------- | --- |
| David & Lindsay | 33 (8, 8, 9, 8)     | Valse viennoise | Let's Hurt Tonight — OneRepublic                                                                           |
| David & Lindsay | 40 (10, 10, 10, 10) | Freestyle       | It Takes Two — Rob Base and DJ E-Z Rock Take Me Out to the Ball Game — Ronnie Neuman                       |
| Normani & Val   | 38 (10, 9, 9, 10)   | Quickstep       | Check It Out — Oh the Larceny                                                                              |
| Normani & Val   | 40 (10, 10, 10, 10) | Freestyle       | What the World Needs Now Is Love — Andra Day                                                               |
| Rashad & Emma   | 40 (10, 10, 10, 10) | Valse viennoise | Dark Times — The Weeknd feat. Ed Sheeran                                                                   |
| Rashad & Emma   | 40 (10, 10, 10, 10) | Freestyle       | Uptown Funk — Mark Ronson feat. Bruno Mars Let's Go — Trick Daddy feat. Deuce Poppi, Tre + 6 & Unda Presha |

Ordre de passage (Soirée 2)
| Couples         | Scores              | Danses                 | Musiques                                                                 | Résultats       |
| --------------- | ------------------- | ---------------------- | ------------------------------------------------------------------------ | --------------- |
| David & Lindsay | 36 (9, 9, 9, 9)     | Foxtrot Salsa          | Living — Bakermat feat. Alex Clare                                       | Seconde place   |
| Normani & Val   | 40 (10, 10, 10, 10) | Tango argentin Foxtrot | There's Nothing Holdin' Me Back — Shawn Mendes                           | Troisième place |
| Rashad & Emma   | 39 (10, 9, 10, 10)  | Cha-cha-cha Tango      | I Don't Like It, I Love It — Flo Rida feat. Robin Thicke & Verdine White | Vainqueur       |

## Récapitulatif par semaine
Chaque célébrité effectue une danse différente chaque semaine, au sein du panel proposé chaque semaine.
- Semaine 1 : Cha-cha-cha, Quickstep, Salsa, Tango ou Valse viennoise
- Semaine 2 : Foxtrot, Paso Doble, Cha-cha-cha, Jive, Valse viennoise ou Jazz
- Semaine 3 : Quickstep, Charleston, Samba, Jive, Foxtrot, Tango ou Jazz
- Semaine 4 : Valse viennoise, Foxtrot, Cha-cha-cha, Danse contemporaine, Valse, Rumba
- Semaine 5 : Danse contemporaine, Fox-trot, Tango, Paso Doble, Jazz, Jive ou Valse viennoise
- Semaine 6 : Samba, Rumba, Tango, Paso Doble, Salsa, Tango argentin ou Jive
- Semaine 7 : Tango argentin, Tango, Charleston, Paso Doble ou Salsa
- Semaine 8 : Tango argentin, Fox-trot, Jazz, Paso Doble, Valse, Danse contemporaine ou Jive
- Semaine 9 : Valse viennoise, Jazz, Rumba, Tango, Quickstep ou Jive
- Semaine 10 (1) : Valse viennoise, Quickstep + Freestyle
- Semaine 10 (2) : Cha-cha-cha + Tango, Foxtrot + Salsa, Tango argentin + Foxtrot

| Couple          | Semaine 1       | Semaine 2       | Semaine 3  | Semaine 4           | Semaine 5           | Semaine 6      | Semaine 7      | Semaine 8           | Semaine 8      | Semaine 9       | Semaine 9 | Semaine 10 (soirée 1) | Semaine 10 (soirée 1) | Semaine 10 (soirée 2)     |  |
| --------------- | --------------- | --------------- | ---------- | ------------------- | ------------------- | -------------- | -------------- | ------------------- | -------------- | --------------- | --------- | --------------------- | --------------------- | ------------------------- |  |
| Rashad & Emma   | Cha-cha-cha     | Valse viennoise | Samba      | Danse contemporaine | Fox-trot            | Tango          | Paso Doble     | Jive                | Tango argentin | Rumba           | Quickstep | Valse viennoise       | Freestyle             | Cha-cha-cha + Tango       |  |
| David & Lindsay | Quickstep       | Cha-cha-cha     | Jazz       | Valse               | Jive                | Tango Argentin | Salsa          | Valse               | Paso Doble     | Foxtrot         | Tango     | Valse viennoise       | Freestyle             | Fox-trot + Salsa          |  |
| Normani & Val   | Quickstep       | Cha-cha-cha     | Foxtrot    | Rumba               | Paso Doble          | Salsa          | Tango argentin | Danse contemporaine | Jive           | Valse viennoise | Jazz      | Quickstep             | Freestyle             | Tango argentin + Fox-trot |  |
| Simone & Sasha  | Tango           | Cha-cha-cha     | Quickstep  | Valse viennoise     | Danse contemporaine | Samba          | Charleston     | Fox-trot            | Paso Doble     | Jive            | Rumba     |                       |                       |                           |  |
| Bonner & Sharna | Cha-cha-cha     | Valse viennoise | Charleston | Foxtrot             | Tango               | Rumba          | Paso Doble     | Tango argentin      | Jazz           |                 |           |                       |                       |                           |  |
| Nick & Peta     | Cha-cha-cha     | Foxtrot         | Tango      | Rumba               | Jazz                | Jive           | Tango argentin |                     |                |                 |           |                       |                       |                           |  |
| Nancy & Artem   | Valse viennoise | Cha-cha-cha     | Samba      | Foxtrot             | Jazz                | Paso Doble     | Tango          |                     |                |                 |           |                       |                       |                           |  |
| Heather & Maks  | Valse viennoise | Jive            | Tango      | Cha-cha-cha         | Jazz                | Rumba          |                |                     |                |                 |           |                       |                       |                           |  |
| Erika & Gleb    | Salsa           | Foxtrot         | Jive       | Cha-cha-cha         | Valse viennoise     |                |                |                     |                |                 |           |                       |                       |                           |  |
| Mr. T & Kym     | Cha-cha-cha     | Paso Doble      | Foxtrot    | Valse               |                     |                |                |                     |                |                 |           |                       |                       |                           |  |
| Charo & Keo     | Salsa           | Paso Doble      | Foxtrot    |                     |                     |                |                |                     |                |                 |           |                       |                       |                           |  |
| Chris & Witney  | Cha-cha-cha     | Jazz            |            |                     |                     |                |                |                     |                |                 |           |                       |                       |                           |  |

 Danse au score le plus haut
 Danse au score le plus bas